# 空から星が降ってくる
『空から星が降ってくる』（そらからほしがふってくる、Ein Stern fällt vom Himmel）は、1961年の西ドイツ、オーストリアのロマンティック・コメディ映画。『白銀に躍る』とほぼ同一のスタッフで制作された。出演はトニー・ザイラーやイナ・バウアーなど。

## キャスト
※括弧内は日本語吹替（放送日1969年6月8日『劇映画』）
- ハインツ・ノルマン：トニー・ザイラー（広川太一郎）
- ヘルガ・ヘルド：イナ・バウアー（渋沢詩子）
- マーク氏：オスカー・シマ（島宇志夫）
- ヴィリ：ギュンター・フィリップ（小林修）
- カティ・ヘルド：スーズィ・ニコレッティ
- アーノルド・クラッペ：ロルフ・オルセン
- エグハートおじさん：ハンス・オルデン

## スタッフ
- 監督・脚本：ゲザ・フォン・ツイフラ
- 製作：アルフレッド・シュテーガー
- 撮影：ヴィリ・ウィンテルスタイン
- 音楽：ハイノ・ガーツェ